# Villa Lucia
La villa Lucia est une villa néoclassique de style pompéien située à Naples, dans le quartier de Vomero. 
Elle se trouve à côté du parc de la villa Floridiana, dont elle faisait partie au XIXe siècle et dont elle est aujourd'hui séparée par un mur. Elle surplombe le parc Grifeo de Chiaia, dont les anciens propriétaires, les princes Grifeo, ont également hérité de la villa. Aujourd'hui, il est possible de l'atteindre par un sentier qui part de Via Cimarosa et se situe à la station supérieure du funiculaire de Chiaia.

## Histoire

### Les transformations duXIXesiècle
Lieu de prière pour les pères bénédictins à la fin du XVIe siècle, petite maison de villégiature pour les pères lucchois au milieu du XVIIe siècle, achetée en 1807 par Giuseppe Saliceti, ministre de Joachim Murat, elle était déjà un élégant café en forme de temple organisé par Francesco Maresca en 1809, quand elle fut acquise par Ferdinand Ier en 1816, devenant une partie du complexe de la villa Floridiana. 
Antonio Niccolini, un architecte toscan appelé à Naples par Joseph Bonaparte dans les années de sa régence, l'a ensuite réorganisée, complétant ainsi le toit et rénovant la façade pompéienne en lui donnant un portique à quatre colonnes lui  donnant l'apparence d'un temple dorique.  La casina di delizie est devenue un pavillon pour les soirées dansantes et les soirées sociales qui se sont succédé dans la résidence royale. Elle a été reliée au reste du parc par un pont de 16 mètres de haut (nécessaire pour surmonter la forte différence de hauteur du lieu). Son nom actuel dérive de celui de la favorite du roi, Lucia Migliaccio, duchesse de Floridia, à qui tout le complexe Floridiana fut donné. 
À la mort de la duchesse, le complexe fut divisé en trois parties par ses héritiers en 1827. La partie mineure, la villa Lucia, fut transmise à l'un de ses fils, le comte Luigi Grifeo, prince de Partanna, ministre du roi au grand-duché de Toscane . 

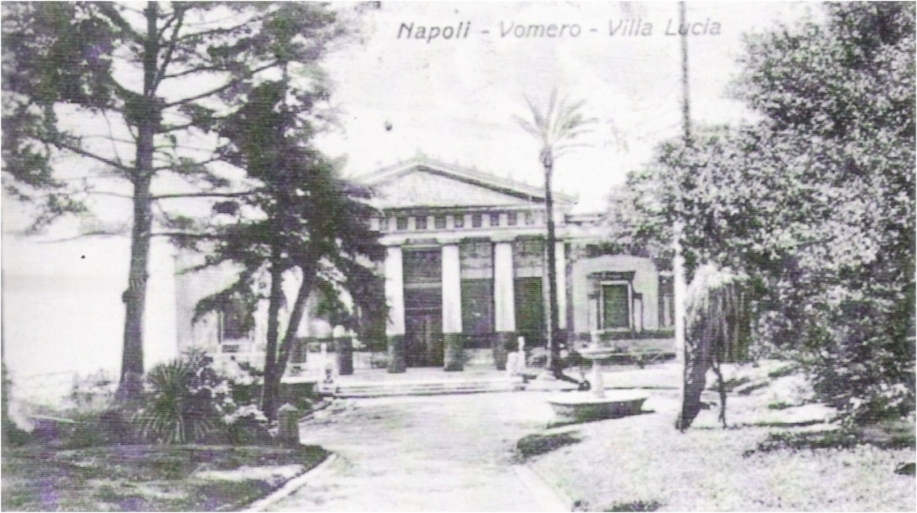
La villa Lucia au début du XXe siècle.

La villa Lucia devint au XXe siècle un lieu de rencontres des intellectuels et des artistes, comme Alberto Moravia, Pablo Neruda ou Francesco Rosi, et a accueilli l'avant garde artistique picturale ou cinématographique.
De nombreux représentants de la politique italienne ont également fréquenté quotidiennement la villa : Giorgio Amendola, Giancarlo Pajetta, Maurizio Valenzi, Pietro Ingrao, Giorgio Napolitano. 
Massimo Caprara, dans ses mémoires, évoque les soirées passées sur la terrasse en bord de mer de Villa Lucia avec le secrétaire du Parti communiste italien, Palmiro Togliatti. 

## La villa Lucia aujourd'hui

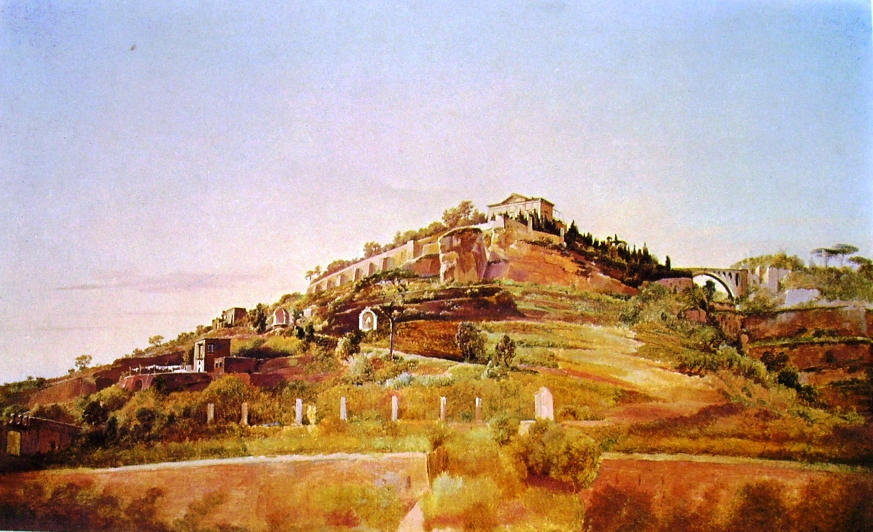
Frans Vervloet - La colline de Vomero, à Villa Lucia

La villa Lucia est actuellement un condominium de luxe, même si, jusque dans années 1950, elle était utilisée pour des expositions d'art et des événements sociaux. 
En avril 2006, la rumeur parlait d'achat par Silvio Berlusconi, une information  fournie par la propriétaire Diana De Feo, épouse de l'ancien directeur de TG4, Emilio Fede. 

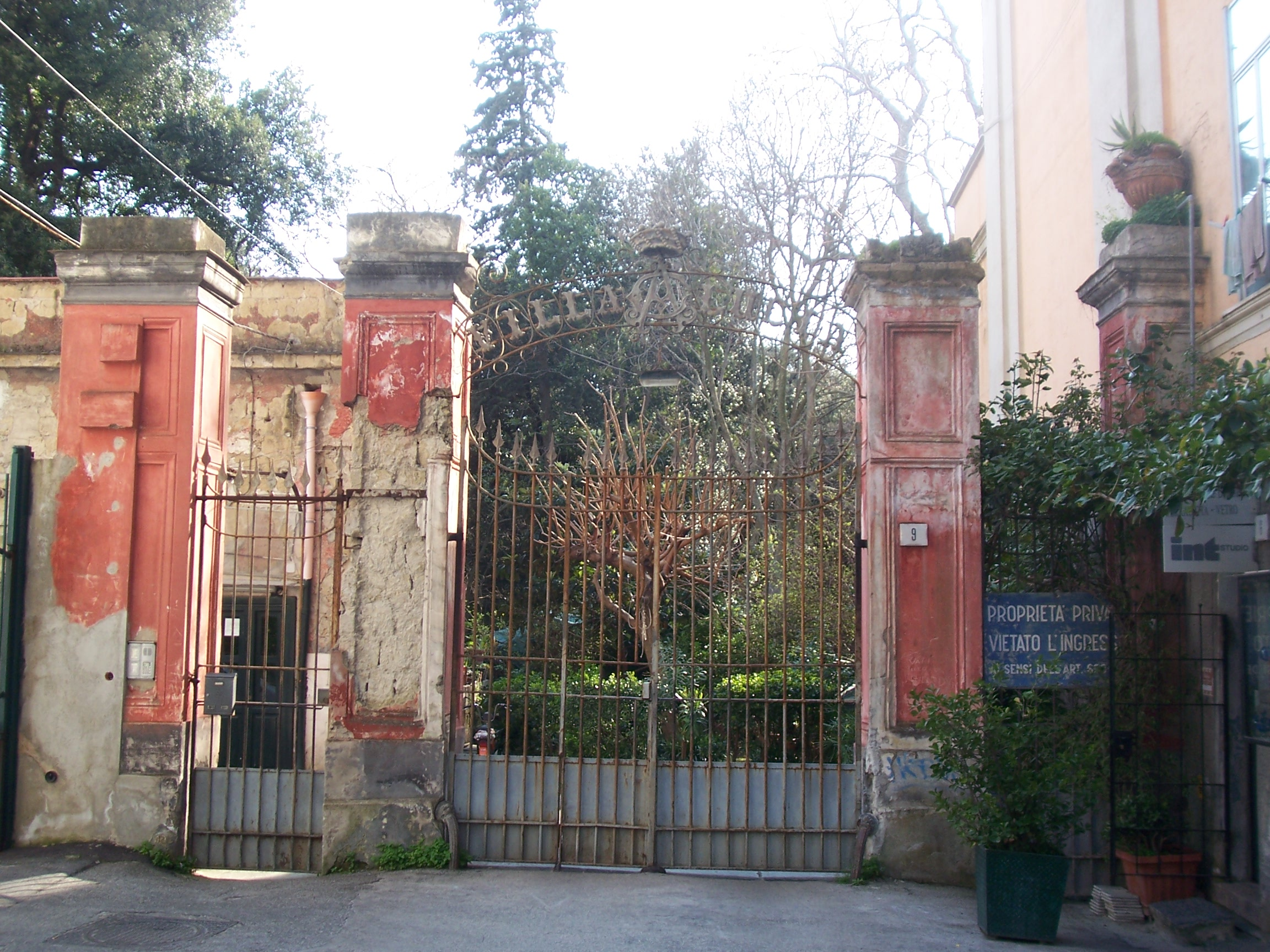
Entrée de la villa Lucia par la ruelle Cimarosa.

En avril 2008, Berlusconi, qui préside pour la troisième fois le Conseil des ministres, confirmait avoir choisi la Villa Lucia lors de ses visites à Naples. Diana De Feo a nié toutefois les rumeurs au sujet de l’achat par le Cavaliere et souligné que la villa serait de toute façon octroyée sous forme de prêt gratuit et non vendue. 
En 2012, les travaux de rénovation du bâtiment historique sont achevés.